# Gerarda Cornelia van Nagell

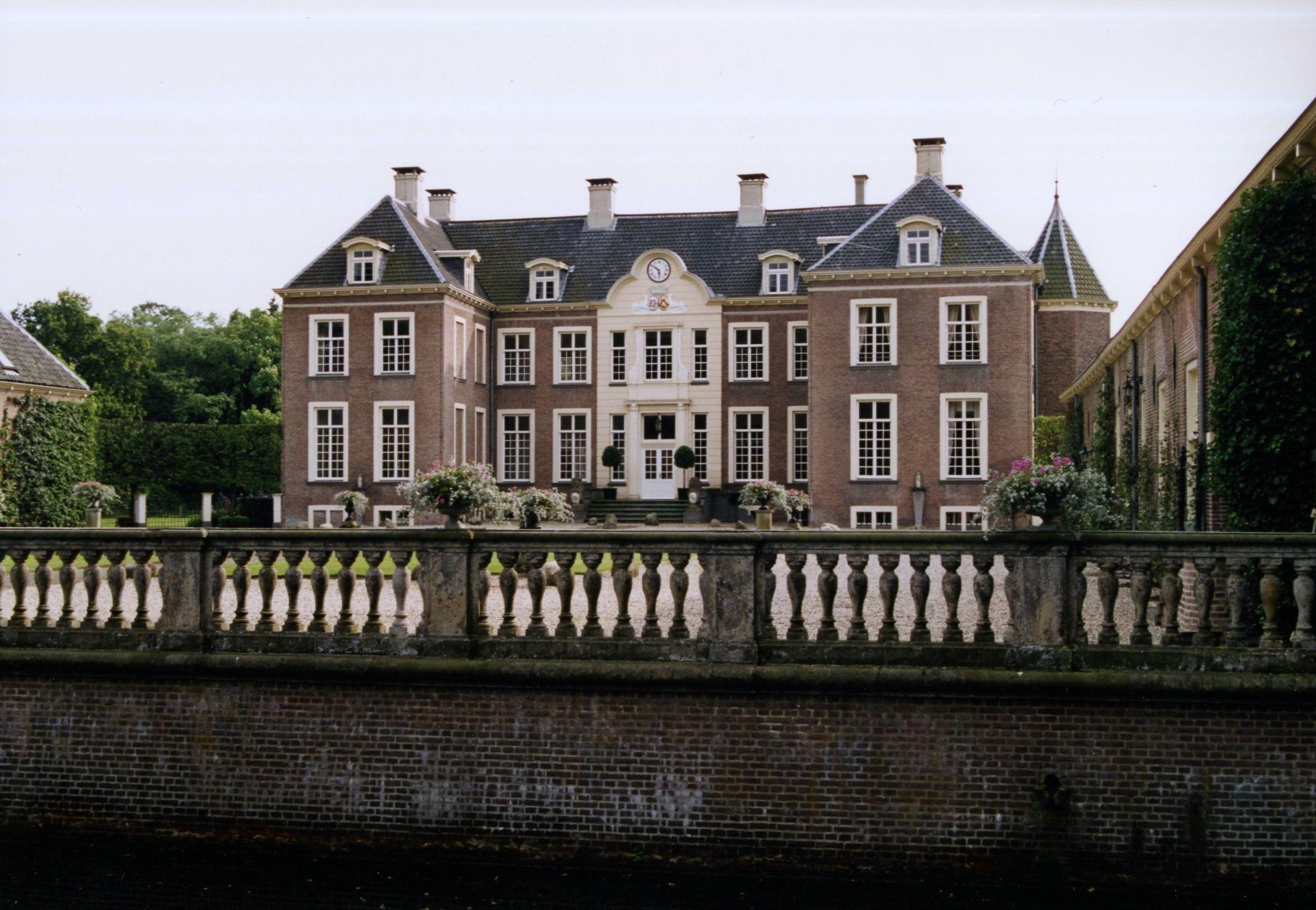
Kasteel Ampsen

Gerarda Cornelia barones van Nagell, vrouwe van de beide Ampsen (Huis Klein Ampsen, Laren (Gelderland), 12 augustus 1878 – Amersfoort, 22 maart 1946) was grootmeesteres van de koningin Wilhelmina.

## Biografie
Van Nagell was lid van de familie Van Nagell en een dochter van burgemeester Assueer Jacob baron van Nagell, heer van de beide Ampsen (1853-1928) en Maria Christina Catharina van Eck (1854-1932). Zij trouwde in 1900 met mr. Frederik Alexander Carel graaf van Lynden van Sandenburg (1873-1932), de latere vicepresident van de Raad van State, opperkamerheer van koningin Wilhelmina en grootmeester van het huis van prinses Juliana.
Van Lynden van Sandenburg-van Nagell werd in 1924 benoemd tot grootmeesteres van de koningin. Zij bleef die functie bekleden tot 1938 toen zij om gezondheidsredenen ontheffing uit haar functie vroeg en zij werd bij haar afscheid benoemd tot eredame in de Huisorde van Oranje waarna zij grootmeesteres honoraire werd. Zij werd als grootmeesteres opgevolgd door C.M. barones van Tuyll van Serooskerken-Boreel.
Van Nagell had drie kinderen:
- Wilhelmina Elisabeth Charlotte gravin van Lynden van Sandenburg (1900-1984) die trouwde met ambassadeur jhr. mr. Marc Willem van Weede (1904-1994)
- Marie Jacqueline gravin van Lynden van Sandenburg, vrouwe van de beide Ampsen (1903-1983) die kasteel Ampsen erfde
- Mr. Constant Theodore Emmo graaf van Lynden van Sandenburg (1905-1990), Commissaris van de Koningin in Utrecht